# Verkställande kommittén (Schengensamarbetet)
Verkställande kommittén var en kommitté som inrättades den 1 september 1993 genom Schengenkonventionen för att övervaka tillämpningen av konventionen. Den bestod av en företrädare på ministernivå från varje medlemsstat inom Schengensamarbetet och fattade sina beslut med enhällighet. Till kommittén fanns även ett antal arbetsgrupper knutna med olika tekniska uppgifter i syfte att förbereda kommitténs beslut. Verkställande kommittén sammanträdde alternerande mellan medlemsstaterna.
Under sin existens fattade Verkställande kommittén en rad olika beslut om tillämpningen av Schengenkonventionen. Ett av de mest historiska besluten fattades den 22 december 1994 när kommittén beslutade att Schengenkonventionen skulle bli fullt tillämplig i Belgien, Frankrike, Luxemburg, Nederländerna, Portugal, Spanien och Tyskland den 26 mars 1995. Därmed avskaffades de inre gränskontrollerna mellan dessa länder och Schengenområdet upprättades.
Verkställande kommittén ersattes av Europeiska unionens råd när Amsterdamfördraget trädde i kraft den 1 maj 1999 och Schengenregelverket införlivades inom Europeiska unionens ramar.